# 幸栄
幸栄（こうえい、本名：吉村 幸栄（よしむら こうえい）、1992年1月5日 - ）は、熊本県・福岡県を拠点に活動していた元ローカルタレント。
佐賀県唐津市出身、佐賀県立唐津工業高等学校、福岡工業大学卒業。
嬉野市を拠点とする湯けむり忍者隊 葉隠一族の元メンバー。

## 来歴
大学在学中に佐賀県嬉野市の忍者村テーマパーク肥前夢街道の公式PRチーム湯けむり忍者隊 葉隠一族のメンバー「葉隠 燕扇」（はがくれ えんせん）として活動を開始。佐賀県初のご当地男性アイドルとして、肥前夢街道は元より、嬉野温泉や佐賀県のPR活動を行っていた。
大学在学中は教員志望であったため、教育実習の前後1ヶ月間は芸能活動を休止。
2014年6月からは、日本の集英社が作品提供を行っている中国版少年ジャンプ「漫画行」（翻翻動漫）という少年雑誌に、湯けむり忍者隊 葉隠一族がモデルとなる忍術学園コメディ「佐賀忍者」の連載がスタート。作品には「燕扇」として本人がモデルの忍者が登場し、度々、中国での漫画の祭典にも出演した。
熊本朝日放送ファイブチャンネルの取材で、肥前夢街道の道案内をしたことがきっかけとなりリポーターになることを決意。忍者を卒業後、リポーター活動をスタートする。
2016年4月、エフエム熊本 FMK charmy2、J:COM熊本 デイリーニュース、熊本県民テレビ KKT サタデココにてレギュラー出演がスタート。
2017年10月、KBCリポーターオーディションにて、九州朝日放送の看板番組であるアサデス。KBCに唯一の男性リポーターとして合格した。
2019年4月、KBCラジオ 小林徹夫のアサデス。ラジオが始まったことで、KBCラジオでもレギュラー出演がスタートする。
2019年12月、ラジオチャリティミュージックソンにて中継リポーターを務めた。
2020年12月、年間で500本近くのテレビとラジオの制作現場を担当するも、婚約と転職を理由にタレント業を引退。全てのレギュラー番組を卒業した。

## エピソード
・芸能活動を始めたきっかけは、大学2年生の時に参加したカップルコンテストで準グランプリになったことである。
・教育実習期間の芸能活動休止の理由に関して、当時は一切語られなかった。公式によって「燕扇失踪事件」として報じられ一部ファンの中でも引退説が流れていたが、本人曰く、学校と生徒を特定されないための配慮だったとしている。
・大学卒業後の進路について、教員を目指すかどうかについて悩んでいた。しかし、大学4年生になると一気に忍者の仕事が増え始め、中国での大きなプロジェクトも進んでいたことから、教員採用試験を受けずに大学を卒業した。
・忍者時代に受けたテレビ取材がきっかけとなり、リポーターを志す。移住した熊本ではアルバイトを掛け持ちし、今までの生活とのギャップによるストレスで体調を崩したこともあった。
・2016年、熊本にてレギュラー番組が立て続けに決まり、翌年にはKBCリポーターオーディションに合格した。
・2018年11月、アサデス。KBCの企画でフルマラソンに初挑戦し、KBCのリポーターの中で最速である3時間28分06秒でゴールするも、ドラマティックな展開が無かったため数秒のオンエアとなってしまった。
・2020年、コロナ禍によって仕事が減ってしまった時期に自分の将来と向き合い、婚約を機に転職を決断した。

## 過去の出演番組
福岡ローカル
- アサデス。KBC（九州朝日放送) -リポーター(2017年12月〜2020年12月)
- 小林徹夫のアサデス。ラジオ(九州朝日放送) - リポーター(2019年4月〜2020年12月)

熊本ローカル
- デイリーニュース（J:COM 熊本）- メインキャスター (2016年4月〜2019年3月)
- FMK charmy2（エフエム熊本）- 「幸栄のオフィスデリバリー」を担当 (2016年4月〜2020年12月)
- サタデココ(熊本県民テレビ) - (2016年4月〜卒業時期不明)